# UB-67号潜艇
陛下之UB-67号艇是德意志帝国海军于第一次世界大战期间建造的其中一艘UB-III型近岸潜艇或称U艇。它由基尔的日耳曼尼亚船厂承建，于1917年6月16日新船下水，至同年8月23日交付使用。其全长55.83米，水面及水下排水量分别为513吨和647吨，艇载武器则包括五具500毫米鱼雷发射管以及一门88毫米口径甲板炮。UB-67号曾先后被部署至多支区舰队，并参与了大西洋潜艇战。在三次巡逻期间，该艇合共击沉了容积总吨为13936吨的1艘英国商船，以及1艘排水量为810吨的英国军舰。战后，根据对德停战协定的要求，UB-67号于1918年11月24日被引渡至英国哈维奇正式向协约国投降，至1922年在斯旺西拆解报废。

## 设计
UB-67号是基尔日耳曼尼亚船厂承建的UB-III型首批次（UB-66至UB-71号）的二号艇，由德意志帝国海军潜艇监察局于1916年5月20日订购，至1917年6月16日下水。其全长55.83米，舷宽5.80米。艇体采用双壳体结构，水面及水下排水量分别为513吨和647吨，浮起时的吃水深度为3.67米。由于无需像UC-II型艇那样提供水雷布设装置，设计工程师对潜艇舷弧进行了优化，增大了司令塔体积，配备两具潜望镜，司令塔与控制室之间增加一道水密舱壁。这些改进显著提高了潜艇的水下机动性和生存力。为了达到更高的航速，UB-67号采用两台猛狮六缸四冲程550匹公制馬力（405千瓦特）柴油机用于水面运行，以及两台394匹公制馬力（290千瓦特）的西门子-舒克特电动发电机用于水下航行；水面最高航速13.2節（24.4每小時），水下7.6節（14.1每小時）；能够在水面以6節（11每小時）航速续航9,090海里（16,830），或以4節（7.4每小時）连续在水下航行55海里（102）而无需充电。
UB-67号的主武器为五具500毫米艇艏鱼雷发射管，其中艇艏四具采用层叠式布局分居两侧、艇艉一具，并可搭载合共10枚G6型鱼雷。辅助武器则是一门88毫米30倍径速射炮。其标准船员编制为3名军官加31名水兵。

## 服役历史
1917年8月23日，UB-67号在曾担任UC-15、UB-14和UC-38号艇长、经验丰富的海军中尉阿布雷希特·冯·德维茨的指挥下正式入役，随即展开海试。完成海试后，该艇曾分别被编入北海战区的第一和第五区舰队，以及隶属基尔潜艇学校的训练区舰队，并参与了大西洋潜艇战。在三次巡逻期间，UB-67号合共击沉了2艘舰船，其中容积总吨为13936吨的英国远洋班轮奥拉尼亚号当时正从利物浦空载驶往纽约，于1918年2月4日在伊尼什特拉哈尔岛西北约15海里（28）处遭鱼雷命中，至托伯莫里搁滩后完全报销，成为战争期间遭U艇袭击的最大型船舶之一；而排水量为810吨的英国皇家海军扫雷舰阿斯科特号则是于停战前一天、即1918年11月10日在法恩群岛附近被击沉，共造成舰上51名官兵阵亡。战后，根据对德停战协定的要求，UB-67号于1918年11月24日被引渡至英国哈维奇正式向协约国投降，至1922年在斯旺西拆解报废。

## 袭击历史摘要
| 日期           | 船名       | 船籍         | 吨位  | 结局 |
| -------------- | ---------- | ------------ | ----- | ---- |
| 1918年2月4日   | 奥拉尼亚号 | 英国         | 13936 | 击沉 |
| 1918年11月10日 | 阿斯科特号 | 英國皇家海軍 | 810   | 击沉 |

## 脚注
1. ↑  Rössler，第27頁.
2. 1 2  Helgason, Guðmundur. . German and Austrian U-boats of World War I - Kaiserliche Marine - Uboat.net.   [2022-05-04].
3. 1 2 3 4  Gröner 1991，第25-30頁.
4. 1 2  Helgason, Guðmundur. . German and Austrian U-boats of World War I - Kaiserliche Marine - Uboat.net.   [2022-05-04].
5. ↑  Helgason, Guðmundur. . German and Austrian U-boats of World War I - Kaiserliche Marine - Uboat.net.   [2022-05-04].
6. ↑  Helgason, Guðmundur. . German and Austrian U-boats of World War I - Kaiserliche Marine - Uboat.net.   [2022-05-04].
7. ↑  陈进，第239頁.
8. ↑  Helgason, Guðmundur. . German and Austrian U-boats of World War I - Kaiserliche Marine - Uboat.net.   [2022-05-04].
9. ↑  Helgason, Guðmundur. . German and Austrian U-boats of World War I - Kaiserliche Marine - Uboat.net.   [2009-04-14].
10. ↑  Helgason, Guðmundur. . German and Austrian U-boats of World War I - Kaiserliche Marine - Uboat.net.   [2022-05-04].
11. ↑  Helgason, Guðmundur. . German and Austrian U-boats of World War I - Kaiserliche Marine - Uboat.net.   [2014-12-06].